# Uitgaven
Uitgaven is een boekhoudkundig begrip voor een uitstroom van geld (of andere liquide middelen) naar een ander (rechts)persoon. Hier staat doorgaans een instroom van een product met voor de koper een grotere waarde dan het geld tegenover.

## Uitgaven versus kosten
In het boekhouden wordt een onderscheid gemaakt tussen uitgaven en kosten. Uitgaven zijn kasstromen en geven, samen met de ontvangsten, een beeld van de kaspositie van een onderneming. Kosten daarentegen beogen, tezamen met opbrengsten, een beeld te geven van de winstgevendheid van een onderneming, waarbij het vooral van belang is dat kosten aan de juiste periode worden toegerekend, hetgeen niet noodzakelijkerwijs de periode is waarin de kasstroom heeft plaatsgevonden.